# American Basketball Association
La American Basketball Asociation (ABA) fue una liga de baloncesto creada en 1967 en directa competencia con la NBA en los Estados Unidos que duró nueve temporadas. Por ella pasaron grandes figuras del baloncesto estadounidense hasta su disolución en 1976 (4 de los equipos fueron absorbidos por la NBA).

## Historia

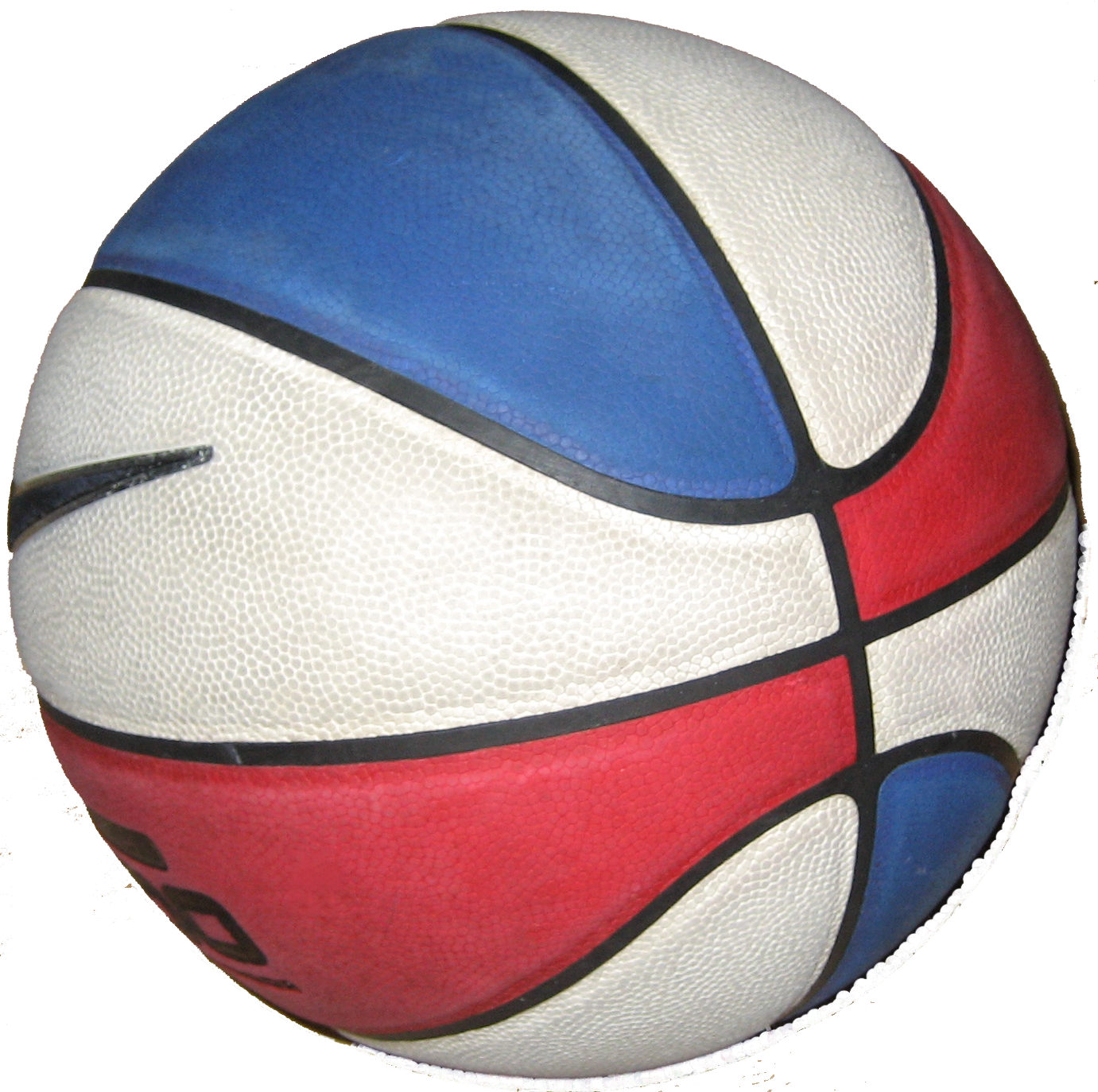
El balón tricolor, con el que se disputó la ABA.

Se caracterizó por su efectista juego ofensivo, y por la introducción de reglas en algunos casos diferentes a las de la NBA, como fue la introducción años antes de la línea de tres puntos, el uso del reloj de 30 segundos en lugar de los 24 de su directa competencia, o la diferencia más vistosa de todas, ya que se jugaba con un balón tricolor con los colores de la bandera estadounidense. En su última temporada en 1976, la ABA introdujo por primera vez el concurso de mates en la reunión del partido All Star. Tras su disolución, 4 de los equipos fueron absorbidos por la NBA.
El primer comisionado general de la liga fue la vieja estrella del baloncesto estadounidense George Mikan.

## Lista de equipos
De los once equipos originales, solo Kentucky Colonels e Indiana Pacers permanecieron las nueve temporadas sin trasladarse a otra ciudad, cambiar sus nombres o desaparecer.

## Historial
| Temporada | Campeón           | Finalista              | Resultado | MVP de los Playoffs        |
| --------- | ----------------- | ---------------------- | --------- | -------------------------- |
| 1967-1968 | Pittsburgh Pipers | New Orleans Buccaneers | 4 - 3     | Connie Hawkins, Pittsburgh |
| 1968-1969 | Oakland Oaks      | Indiana Pacers         | 4 - 1     | Warren Jabali, Oakland     |
| 1969-1970 | Indiana Pacers    | Los Angeles Stars      | 4 - 2     | Roger Brown, Indiana       |
| 1970-1971 | Utah Stars        | Kentucky Colonels      | 4 - 3     | Zelmo Beaty, Utah          |
| 1971-1972 | Indiana Pacers    | New York Nets          | 4 - 2     | Freddie Lewis, Indiana     |
| 1972-1973 | Indiana Pacers    | Kentucky Colonels      | 4 - 3     | George McGinnis, Indiana   |
| 1973-1974 | New York Nets     | Utah Stars             | 4 - 1     | Julius Erving, New York    |
| 1974-1975 | Kentucky Colonels | Indiana Pacers         | 4 - 1     | Artis Gilmore, Kentucky    |
| 1975-1976 | New York Nets     | Denver Nuggets         | 4 - 2     | Julius Erving, New York    |

## Comisionados
- George Mikan, comisionado desde 1967 hasta 1969.
- James Gardner, comisionado interino durante 1969.
- Jack Dolph, comisionado desde 1969 hasta 1972.
- Bob Carlson, comisionado desde 1972 hasta 1973.
- Mike Storen, comisionado desde 1973 hasta 1974.
- Tedd Munchak, comisionado desde 1974 hasta 1975.
- Dave DeBusschere, comisionado desde 1975 hasta el cierre de la liga.

## Jugadores destacados
| - Marvin Barnes - Rick Barry - Zelmo Beaty - Ron Boone - Hubie Brown - Larry Brown - Roger Brown - Don Buse - Mack Calvin - Darel Carrier - Jim Chones - Billy Cunningham - Louie Dampier | - Mel Daniels - Julius Erving - Donnie Freeman - George Gervin - Artis Gilmore - Jerry Harkness - Connie Hawkins - Spencer Haywood - Dan Issel - Warren Jabali - Cliff Hagan - Bobby Jones - Jimmy Jones - Larry Jones | - Freddie Lewis - Maurice Lucas - Moses Malone - George McGinnis - Doug Moe - Bob Netolicky - Billy Paultz - Charlie Scott - James Silas - David Thompson - Willie Wise |